# Hrvatska tehnička enciklopedija
Hrvatska tehnička enciklopedija (HTE) projekt je Leksikografskog zavoda Miroslav Krleža za tiskano i mrežno enciklopedičko izdanje usredotočeno na tehničku baštinu, osobito u Hrvatskoj. Objava djela započela je u prosincu 2018. godine. U razvoju projekta također sudjeluju HAZU i Akademija tehničkih znanosti Hrvatske. Glavni urednik enciklopedije jest Zdenko Jecić.
Projekt je započeo 2014. godine, zamišljen kao izdanje od četiri svezaka i oko 5000 članaka koje je paralelno izrađeno za mrežni portal i tisak. Te su godine sastavljeni redakcija i Uredničko vijeće, kao i dovršen abecedarij prvoga sveska te započet rad na abecedarijima ostalih.
Svečano predstavljanje prvoga dovršenog sveska održalo se 10. prosinca 2018. godine u auli Sveučilišta u Zagrebu, a o djelu su govorili Antun Vujić kao glavni ravnatelj Zavoda, rektor Damir Boras, predsjednik HAZU-a Zvonko Kusić, predsjednik ATZH-a Vladimir Andročec te dekan FER-a Mislav Grgić. Mrežni portal koji sadrži članke enciklopedije također je objavljen u prosincu 2018. U godišnjem izvještaju Zavoda naveden je plan za objavu po jednog sveska svake tri godine te kontinuirana nadopuna mrežnog izdanja kako članci bivaju izrađeni. Drugi svezak objavljen je 18. srpnja 2022. godine, a u njegovoj izradi sudjelovalo je 179 suradnika.

## Svesci
| Svezak | Područja | Br. stranica | Godina | Izvor |
| ------ | -------- | ------------ | ------ | ----- |
| I.     | [ a ]    | 815          | 2018.  | [ 4 ] |
| II.    | [ b ]    | 933          | 2022.  | [ 6 ] |
| III.   |          |              |        |       |
| IV.    |          |              |        |       |